# Triazolam
Triazolamul este un medicament din clasa triazolo-1,4-benzodiazepinelor, fiind utilizat în tratamentul insomniei. Calea de administrare disponibilă este cea orală.
Prezintă efecte anxiolitice, hipnotice și sedative, anticonvulsivante și miorelaxante.
Molecula a fost patentată în 1970 și a fost aprobată pentru uz medical în 1982.

## Utilizări medicale
Triazolamul este indicat în tratamentul de scurtă durată al tulburărilor de somn de etiologie variată, care sunt severe sau invalidante. Prezintă un timp scurt de acțiune, de aceea este utilizat la pacienții care au dificultăți de adormire sau de menținere a somnului.

## Farmacologie
Ca toate benzodiazepinele, triazolamul acționează ca modulator alosteric pozitiv al receptorului de tip A pentru acidul gama-aminobutiric (R GABAA), reducând excitabilitatea neuronilor.